# Damqatum
 Damqatum  es una publicación periódica anual del Centro de Estudios de Historia del Antiguo Oriente (CEHAO), Universidad Católica Argentina dedicada a la historia y la arqueología del Cercano Oriente, desde el Paleolítico hasta el período Otomano. La revista publica artículos de divulgación al público en general, entrevistas a destacados investigadores así como noticias sobre actividades académicas.
Publicado bajo una iniciativa de la Universidad Católica Argentina que propicia el acceso no-restringido a la información científica, Damqatum es de acceso online libre y gratuito. Sus artículos se caracterizan por presentar resultados preliminares de investigaciones de alto impacto y por la calidad de las imágenes de alta definición.  

## Impacto
La revista está indexada y/o clasificada en varias bases de datos bibliográficas y especializadas, entre ellos AWOL, ETANA, LACRIEE, LatinREV, Red BUCOC, y RODNA.

## Directores
- Juan Manuel Tebes (2006-2010)
- Francisco Céntola (2011-2015)
- Jorge Cano Moreno (desde 2016)